# Ben Wilson (football américain)
Pour les articles homonymes, voir Ben Wilson et Wilson.
(en) Statistiques sur pro-football-reference
Benjamin Ivery Wilson, né le 9 mars 1939 à Houston et mort le 29 juillet 2023, est un joueur américain de football américain.

## Biographie

### Enfance
Wilson étudie à la George Washington Carver High School de Houston.

### Carrière

#### Université
Il intègre l'université de Californie du Sud en 1958 et commence à jouer dans l'équipe de football américain en 1960,. Considéré comme un coureur « puissant », il contribue au titre de champion national des Trojans décroché avec la victoire au Rose Bowl 1963.

#### Professionnel
Ben Wilson est sélectionné au cinquième tour de la draft 1962 de la NFL par les Rams de Los Angeles au soixante-huitième choix mais également par les Chargers de San Diego à la draft de l'AFL, sur la 224e sélection, au vingt-huitième tour total. Choisissant la NFL, il doit se contenter d'un poste de remplaçant chez les Rams pendant trois saisons avant d'être victime d'une blessure en 1966, le privant de toute la saison NFL. Wilson est alors relégué derrière Dick Bass, Les Josephson et Henry Dyer.
Le fullback est échangé aux Packers de Green Bay contre un choix de deuxième tour à la draft 1968 de la NFL sur demande de Vince Lombardi, l'entraîneur de Green Bay. Remplaçant de Jim Grabowski au début de la saison, il profite de la blessure du titulaire pour s'imposer dans l'équipe du Wisconsin avant de se blesser au genou et au pied lors du dernier mois de la saison régulière et est remplacé par Chuck Mercein. Wilson revient doucement mais ne dispute que très peu de jeux lors des play-offs mais Lombardi surprend tout le monde en titularisant l'ancien joueur de Los Angeles au Super Bowl II. Le coureur parcourt soixante-deux yards en dix-sept prises, contribue à la victoire finale mais sort lors du dernier quart-temps après avoir perdu l'une de ses lentilles de contact. 
En 1968, il subit une opération chirurgicale au genou et déclare forfait pour le reste de la saison. Wilson échoue à passer les tests physiques en 1969 et, de plus, il doit encore se faire opérer au genou. Le staff des Packers lui conseille alors de prendre sa retraite après cinq saisons au haut-niveau.